# Menteng Cinema
Cinema Menteng fue una sala de cine en Yakarta, la capital de Indonesia. Fue diseñada por el arquitecto holandés J. M. Groenewegen en 1949, uno de los arquitectos que estuvo activo en Indonesia antes y después de la Segunda Guerra Mundial. Es la primera sala de cine de Groenewegen, que daría origen a varios otros cines en Indonesia que tienen el mismo estilo arquitectónico de Nieuwe Bouwen. El Cinema Menteng fue demolido en 1988, y sobre el sitio ahora se encuentra el complejo comercial Menteng Huis.

## Diseño
El cine Menteng fue diseñado por el arquitecto holandés J. M. Groenewegen. Han Groenwegen fue uno de los muchos holandeses que se trasladaron a las Indias para evitar la Gran Depresión en Europa. Groenewegen continuó como arquitecto en las Indias cuando estableció un consultor en Medan, Sumatra. Groenewegen estuvo muy activo en Medan entre 1927 hasta la Guerra. Como muchas nacionalidades holandesas en Indonesia, fue colocado en un campo de internamiento japonés. Después de la guerra, Groenewegen decidió mudarse a Yakarta. A diferencia de muchos de sus colegas, Groenewegen permaneció en Indonesia tras la independencia del país.
El Cine Menteng de Yakarta es uno de los primeros proyectos de Groenewegen en esa ciudad. Es también el primer proyecto cinematográfico de Groenewegen. Su diseño está influenciado por Willem Dudok, por ejemplo, el Ayuntamiento de Hilversum, pero se ajusta al clima tropical de Yakarta. El edificio del cine tiene una capacidad de 1088 localidades. El edificio contaba con seis "extractores" para regular la calidad del aire dentro del edificio, una forma temprana de aire acondicionado. El cine contó con un gran mural balinés en su espaciosa sala principal, un bar, un café-restaurante con terraza y un tocador. Había varias clases de asientos con boletos con precios acordes.
Tras la finalización de Menteng Cinema, Groenewegen recibió otros trabajos profesionales para el cine en Indonesia. Se realizaron cuatro de sus diseños para cine, entre ellos Olympia Bioscoop en Medan (1952) y Sovya Bioscoop de Bukittinggi (1957), ambos cines tienen un diseño muy similar al Cine Menteng.
El Cinema Menteng fue uno de los cines llamados "Menteng" durante la década de 1950, el otro Cinema Menteng estaba ubicado en Jalan Cokroaminoto y fue construido en 1947.